# Équipe de république populaire de Lougansk de football
Maillots
L'équipe de la république populaire de Lougansk de football (en Russe: Сборная ЛНР по футболу, et en ukrainien: Збірна Луганської Народної Республіки з футболу) est une sélection de joueurs de la république populaire de Lougansk placée sous l'égide de l'Union de football de Lugansk qui a été créée le 4 octobre 2014. Elle est affiliée à la Confédération des associations de football indépendantes (ConIFA) de 2014 à 2022.
L'État sécessionniste de l'Ukraine à proclamé le 27 avril 2014 dans l'oblast de Louhansk son indépendance, seulement quelques jours après le début de la Guerre du Donbass, ce territoire est actuellement reconnu uniquement par la Russie (État membre de l'ONU) depuis le 21 février 2022,,. 

## Histoire
Dans le contexte de la sécession de la république populaire de Lougansk durant la guerre du Donbass, l'État sécessionniste met en place une équipe de football et nomme Anatoli Kuksov à sa tête de 2014 à 2015. Anatoli Kuksov décédera le 4 janvier 2022 à Louhansk (Vorochilograd).
Le 19 mars 2015, Lougansk participe à sa première rencontre officiel en Abkhazie contre la sélection Abkhaze, la rencontre se terminera par la défaite de Lougansk de 1 but à 0 devant 1000 spectateurs,,,.
Le 9 juillet 2015, Lougansk remporte sa première rencontre face à la république populaire de Donetsk, 3 buts à 1.
Le 8 août 2015, Lougansk rencontre la république populaire de Donetsk et perd son second match 1 à 4.
Le vice-président de la Association ukrainienne de football et président du comité d'éthique et de fair-play, Igor Kochetov, a commenté l'information selon laquelle Kramatorsk Avangard a signé le joueur de l'équipe de Lougansk de football Alexander Yaskovich, précisant que "Pas un seul joueur qui a joué pour l'équipe de la république populaire de Lougansk de football ne jouera pas dans le Championnat d'Ukraine de football". Les athlètes ukrainiens qui étaient auparavant membres des équipes nationales ne pourront plus jouer pour l'Ukraine à l'avenir s'ils ont participé aux compétitions dites république populaire de Lougansk et république populaire de Donetsk, a déclaré le ministre de la Jeunesse et des Sports d'Ukraine Ihor Zhdanov (en) lors d'une conférence en ligne sur le SPORT.bigmir.net.
En 2016, Fiodor Soroka devient le deuxième sélectionneur de la sélection de Lougansk.
Au début de 2019, Lougansk a été invité à participer à la Coupe d'Europe de football Conifa 2019 au Haut-Karabagh. Il était prévu que Lougansk se trouve dans le groupe A, avec la Laponie et le Haut-Karabagh. Le 22 mai 2019, la ConIFA annonce le retrait de Lougansk et de 4 autres sélections de la compétition. 
Le 24 août 2019, la sélection de Lougansk remporte son premier match amical face à l'Ossétie du Sud sur un score de 4 buts à 3.
Le 22 septembre 2019, Lougansk perd sa seconde rencontre en Ossétie du Sud face à l'Ossétie du Sud 2 buts 0.
Le 24 février 2022, sur ordre du président russe Vladimir Poutine une opération militaire est déclenchée en Ukraine par la Russie en 2022. Qui ne permet pas à la sélection de la république populaire de Lougansk de jouer des rencontres. Lougansk se retire de la ConIFA.

## Rencontres

### Matches internationaux
Le tableau suivant liste les rencontres de l'Équipe de Lougansk de football
| No | Date              | Lieu                                                                  | Abkhazie                         | Adversaire                      | Score | Compétition | Buteur(s) pour Lougansk                                                              | Buteur(s) pour l'adversaire                           | Rapport   |
| -- | ----------------- | --------------------------------------------------------------------- | -------------------------------- | ------------------------------- | ----- | ----------- | ------------------------------------------------------------------------------------ | ----------------------------------------------------- | --------- |
| 1  | 19 mars 2015      | Republican stadium, Soukhoumi, Abkhazie                               | République populaire de Lougansk | Abkhazie                        | P 0-1 | Amical      |                                                                                      | Astamur Logua                                         | (Rapport) |
| 2  | 8 août 2015       | / Stade Metalurh (Donetsk), République populaire de Donetsk/Ukraine   | République populaire de Lougansk | République populaire de Donetsk | P 1-4 | Amical      | Evgenii Naumov                                                                       | Viktor Stanenko, Sergei Nechipurenko, Alexander Komin | (Rapport) |
| 3  | 9 juillet 2015    | / Stade Avanhard (Louhansk), République populaire de Lougansk/Ukraine | République populaire de Lougansk | République populaire de Donetsk | V 3-1 | Amical      | 39e Yuriy Tselykh, 81e (pen.) Andrey Danaev, 81e Sergey Pivnenko                     | 60e Pérez Agong                                       | (Rapport) |
| 4  | 8 janvier 2016    | / Stade Metalurh (Donetsk), République populaire de Donetsk/Ukraine   | République populaire de Lougansk | République populaire de Donetsk | N 1-1 | Amical      | 55e Titarenko                                                                        | 81e Klyuev                                            | (Rapport) |
| 5  | 24 août 2019      | / République populaire de Lougansk/Ukraine                            | République populaire de Lougansk | Ossétie du sud                  | V 4-3 | Amical      | 21e Aleksey Mukhin, 28e Aleksey Sukharkov, 65e (pen.) Andrey Kogut, 76e Mark Belavin | 19e 39e (pen.) Marik Bazayev, 44e Soslan Dzhidzhoyev  | (Rapport) |
| 6  | 22 septembre 2019 | Ossétie du sud                                                        | République populaire de Lougansk | Ossétie du sud                  | P 0-2 | Amical      |                                                                                      | Ibragim Bazaev, 80e Aleksei Muldarov                  | (Rapport) |

### Équipe rencontrées
| Adversaire                      | Joués | Victoires | Matchs nuls | Défaites | Buts pour | Buts contre |
| ------------------------------- | ----- | --------- | ----------- | -------- | --------- | ----------- |
| République populaire de Donetsk | 3     | 1         | 1           | 1        | 5         | 6           |
| Ossétie du Sud                  | 2     | 1         | 0           | 1        | 4         | 5           |
| Abkhazie                        | 1     | 0         | 0           | 1        | 0         | 1           |
| Total                           | 6     | 2         | 1           | 3        | 9         | 12          |

## Personnalités de l'équipe de Lougansk de football

### Sélection
| Sélection 2015          | Sélection 2015          |
| Club                    | Nom                     |
| ----------------------- | ----------------------- |
| Gardien                 |                         |
| Spartak Lougansk        | Andriy Komarytskyi (en) |
| Spartak Lougansk        | Igor Machkov            |
| Défenseur               |                         |
| Spartak Lougansk        | Alexandre Yaskovitch    |
| Spartak Lougansk        | Alexandre Khanine       |
| Dalevets Lougansk       | Alexandre Malyguine     |
| Dalevets Lougansk       | Anton Ivashkevitch      |
| Dalevets Lougansk       | Andreï Rybkine          |
| Dalevets Lougansk       | Romain Pavlov           |
| Zarya-Stal Lougansk     | Vitaly Bryantsev        |
| FK Stakhanov            | Denis Voitsekhovsky     |
| Chakhtar Sverdlovsk     | Alexandre Polovkov      |
| FC Hirnyk Rovenky (en)  | Andreï Kolesnitchenko   |
| Milieu de terrain       |                         |
| Spartak Lougansk        | Vadim Tarassov          |
| Spartak Lougansk        | Vitaly Khorunzhiy       |
| Spartak Lougansk        | Yuri Kuzmin             |
| Dalevets Lougansk       | Alexandre Andryushchuk  |
| Dalevets Lougansk       | Andreï Kohut            |
| Dalevets Lougansk       | Alexeï Moukhine         |
| Zarya-Stal Lougansk     | Andreï Martynov         |
| FC Hirnyk Rovenky       | Alexandre Oleinik       |
| FC Municipal Alexandria | Roman Mineev            |
| Attaquant               |                         |
| Sans club               | Artyom Babenko          |
| Chakhtar Sverdlovsk     | Nikita Kisly            |
| Dalevets Lougansk       | Alexandre Mayboroda     |
| Dalevets Lougansk       | Andreï Danaev           |
| Dalevets Lougansk       | Serhiy Pivnenko (en)    |
| FC Hirnyk Rovenky       | Yuriy Tselykh (en)      |
| Staff                   | Nom                     |
| Sélectionneur           | Anatoli Kuksov          |

### Sélectionneurs
| N°     | Sélectionneur  | Période   | Matchs | Gagnés | Nuls | Perdus | Gagnés % |
| ------ | -------------- | --------- | ------ | ------ | ---- | ------ | -------- |
| 1      | Anatoli Kuksov | 2014-2015 | 3      | 1      | 0    | 2      | 33.33    |
| 2      | Fiodor Soroka  | 2016-2019 | 3      | 1      | 1    | 1      | 33.33    |
| Totals | Totals         | Totals    | 6      | 2      | 1    | 3      | 33.33%   |

### Président de l'union de football de la république populaire de Lougansk
| N° | Nom             | Période             |
| -- | --------------- | ------------------- |
| 1  | Manolis Pilavov | 01/10/2014-en cours |